# Нараїн Картікеян
Нараїн Картікеян (англ. Narain Karthikeyan; 14 січня 1977, Коїмбатор, Індія) — індійський автогонщик, перший пілот Формули-1 з Індії. Дебютував у складі команди Jordan в сезоні 2005 року. У 2006–2007 роках був тест-пілотом WilliamsF1, після чого остаточно покинув чемпіонат.
У сезонах 2007–2009 років виступав у чемпіонаті A1 GP у складі індійської національної команди. Виграв Гран-прі Великої Британії у серпні 2007 року на трасі Брендс-Гетч. У сезонах 2010–2011 років виступав у чемпіонаті Суперліга Формула (англ. Superleague Formula) за команду «ПСВ Ейндховен» (англ. PSV Eindhoven).
На сезон 2011 року індійський гонщик підписав контракт з командою «HRT» і до 2012 виступав за неї у Формулі-1.

## Результати виступів у Формулі-1
| Сезон | Команда           | Шасі         | Двигун     | 1      | 2      | 3        | 4      | 5      | 6        | 7      | 8        | 9     | 10     | 11       | 12     | 13     | 14     | 15     | 16     | 17     | 18     | 19       | WDC  | Очки |
| ----- | ----------------- | ------------ | ---------- | ------ | ------ | -------- | ------ | ------ | -------- | ------ | -------- | ----- | ------ | -------- | ------ | ------ | ------ | ------ | ------ | ------ | ------ | -------- | ---- | ---- |
| 2005  | Jordan Grand Prix | Jordan EJ15  | Toyota V10 | АВС 15 | МАЛ 11 | БАХ Схід | СМР 12 | ІСП 13 | МОН Схід | ЄВР 16 | КАН Схід | США 4 | ФРА 15 | ВЕЛ Схід | НІМ 16 | УГО 12 | ТУР 14 | ІТА 20 |        |        |        |          | 18th | 5    |
| 2005  | Jordan Grand Prix | Jordan EJ15B | Toyota V10 |        |        |          |        |        |          |        |          |       |        |          |        |        |        |        | БЕЛ 11 | БРА 15 | ЯПО 15 | КИТ Схід | 18th | 5    |